# Kerakeraonna

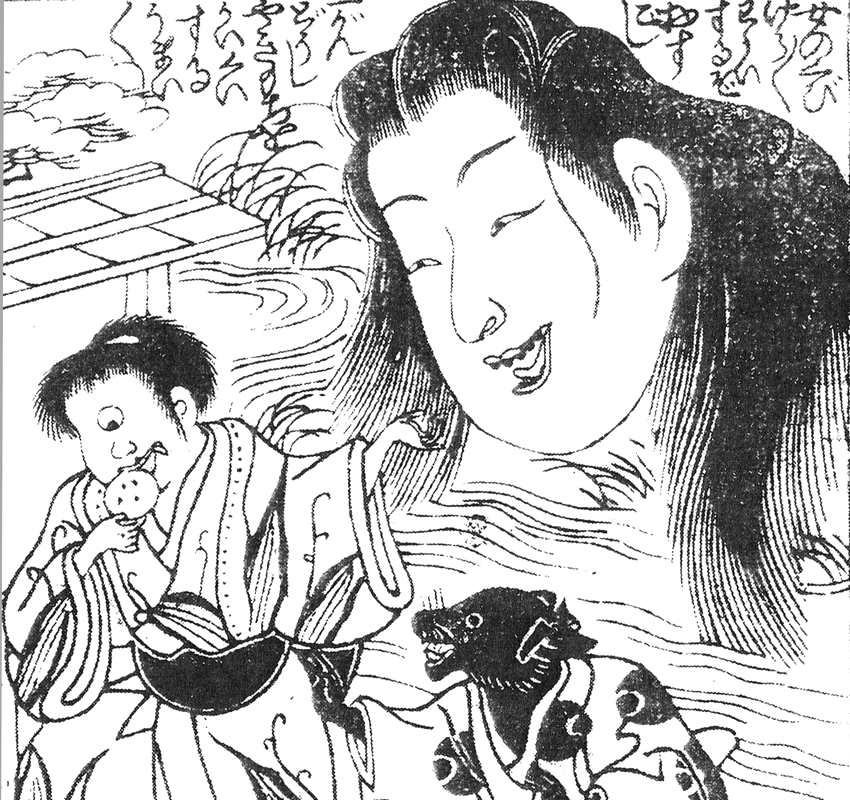
Una kerakeraonna e altri yōkai, realizzati da Tomikawa Fusanobu.

La kerakeraonna (けらけら女?) è uno yōkai che sarebbe diffuso in tutto il Giappone.

## Descrizione
Diffusa in tutto il Giappone, questa presenza si manifesterebbe alle spalle di solitari viandanti nelle strade deserte, inizialmente con una sgraziata e insistente risata femminile per poi apparire in tutta la sua gargantuesca stazza quando il malcapitato si fosse voltato per scoprire la provenienza del suono. In caso di fuga del malcapitato la risata si farebbe ancora più forte ed insistente, fino ad arrivare allo svenimento.
Questo mostro può anche manifestarsi ad una singola persona in un gruppo: questi sentirebbe la fastidiosa risata senza che gli altri ne abbiano sentore. Shigeru Mizuki affermava che queste creature appartengono alla stessa tipologia degli Uwan che infestano le case abbandonate.
La kerakeraonna è stata rappresentata in numerose opere da vari artisti, come Toriyama Sekien e Tomikawa Fusanobu.